# Emmanuel Levinas

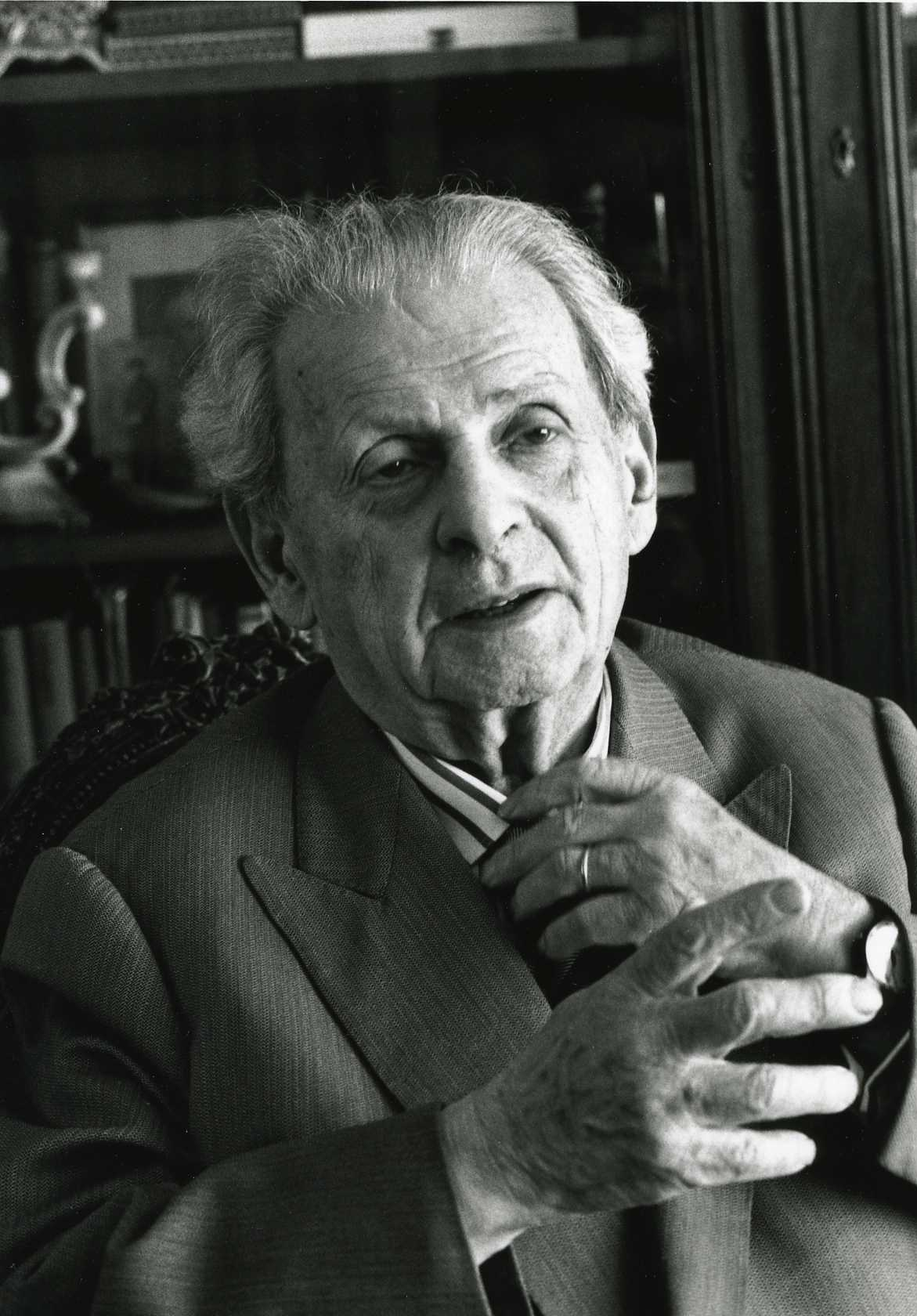
Bracha L. Ettinger: Emmanuel Levinas (ohne Jahr)

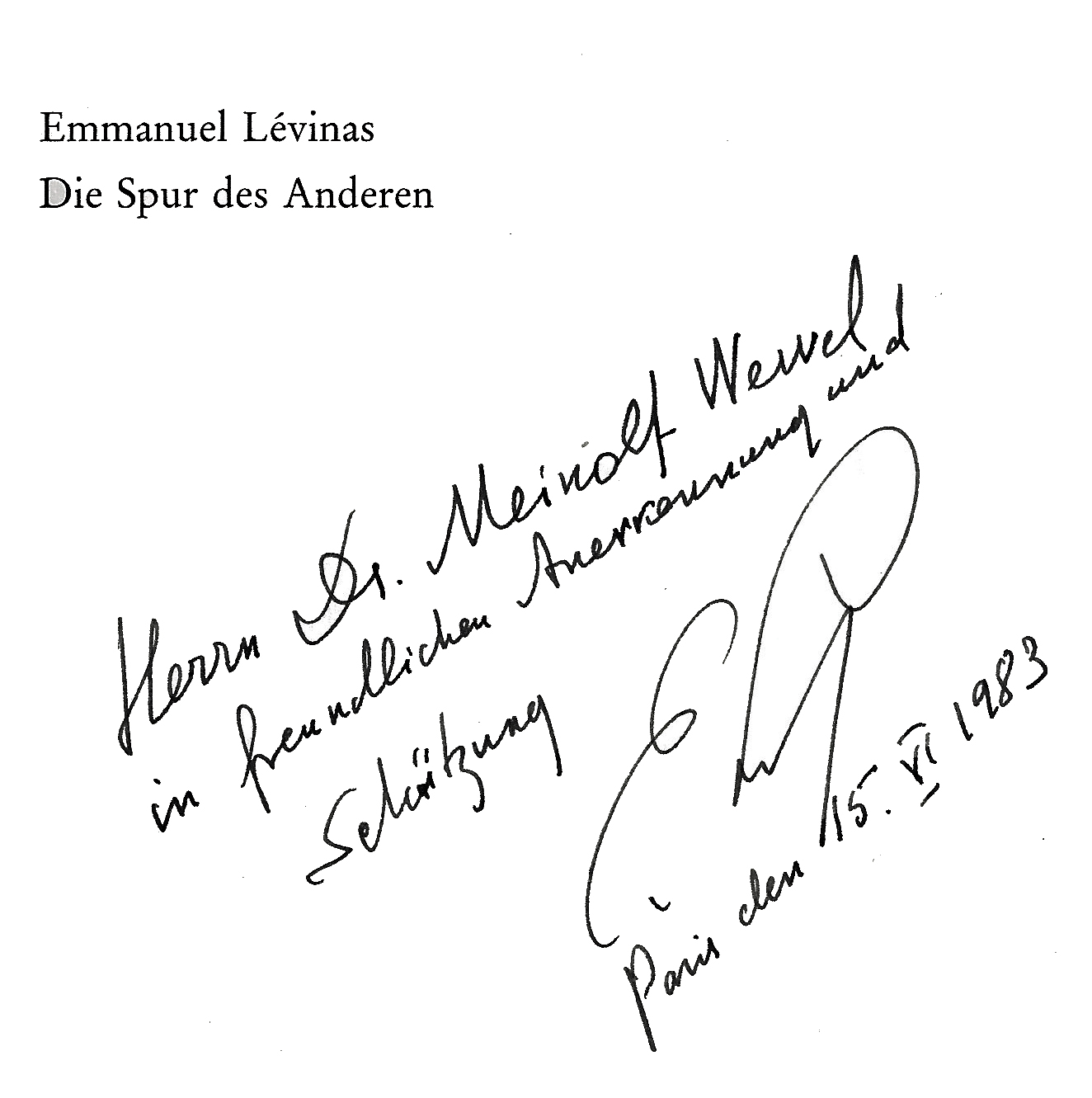
Emanuel Levinas 1983 Handschriftliche Widmung

Emmanuel Levinas (französisch: Emmanuel Lévinas, * 30. Dezember 1905jul. / 12. Januar 1906greg. in Kaunas, Gouvernement Kowno, Russisches Kaiserreich; † 25. Dezember 1995 in Paris, Frankreich, Geburtsname: Эммануил Иехилович Левин, Emmanuil Iechilowitsch Lewin) war ein litauisch-französischer Philosoph und Autor.

## Leben
Emmanuel Levinas war ein Sohn des jüdischen Buchhändlers Jechiel (jiddisch: Jechile) Abramowitsch Lewin (litauischer Name: Levinas) und dessen Frau Dweira Moischewna Gurwitsch. Levinas wuchs mit der Tora und der klassischen russischen Literatur von Puschkin, Tolstoi und Dostojewski auf. Er studierte ab 1923 Philosophie an der Universität Straßburg. Hier kam er in Kontakt mit Charles Blondel, Maurice Halbwachs, Maurice Pradines, Henri Carteron und Maurice Blanchot, mit dem Levinas eine lebenslange Freundschaft verband. Von 1927 bis 1928 setzte er sein phänomenologisches Studium an der Albert-Ludwigs-Universität Freiburg fort, wo er bei Edmund Husserl und Martin Heidegger studierte. Im Frühling 1929 nahm er als Student an den II. Internationalen Hochschulkursen in Davos teil, bei denen sich Ernst Cassirer und Heidegger in der Davoser Disputation ein Wortgefecht lieferten. In der Abschlussrevue karikierte Levinas mit bitterböser Übertreibung den ebenfalls jüdischen Cassirer – und bereute es später sein Leben lang.
1930 promovierte Levinas mit der Dissertation zum Thema Théorie de l'intuition dans la phénoménologie d' Husserl (deutsch Husserls Theorie der Anschauung). Im selben Jahr erhielt er die französische Staatsbürgerschaft.
1931 übersetzte Levinas zusammen mit Gabrielle Pfeiffer die Cartesianischen Meditationen von Husserl. Von 1934 bis 1939 arbeitete er in Paris an einem Ausbildungsinstitut für jüdische Lehrer. 1940 geriet er in deutsche Kriegsgefangenschaft. 1942 wurde er in ein Arbeitskommando des Stalag XI B in Fallingbostel verlegt. Seine während der Gefangenschaft verfassten Carnets de Captivité sind 2009 als erster Band der Œuvres complètes erschienen. Als er 1945 erfuhr, dass seine Eltern und Brüder in Litauen der nationalsozialistischen Ausrottungspolitik zum Opfer gefallen waren, schwor er, nie wieder deutschen Boden zu betreten.
1946 wurde Levinas Direktor der École Normale Israélite Orientale in Paris, wo er Philosophie lehrte. 1949 kam sein Sohn, der spätere Komponist Michaël Levinas zur Welt. 1961 habilitierte er sich mit einer Schrift über Totalität und Unendlichkeit. 1967 wurde er Professor in Nanterre, wo sich eine Zusammenarbeit mit dem französischen Philosophen Paul Ricœur entwickelte. 1970 erhielt Levinas den Ehrendoktor der Loyola University Chicago. Von 1973 bis zu seiner Emeritierung im Jahr 1976 lehrte er an der Pariser Sorbonne. Ebenfalls 1973 erhielt er einen weiteren Ehrendoktor von der Katholieke Universiteit Leuven. 1985 erhielt er den 7. Premio Internazionale Federico Nietzsche der italienischen Nietzsche-Gesellschaft zusammen mit Domenico Corradini und Emanuele Severino. 1989 erhielt er den Balzan-Preis für Philosophie. 1991 wurde er in die Academia Europaea gewählt.

## Philosophie

### Einflüsse
Levinas’ Philosophie ist stark beeinflusst von zwei Philosophen: von der Phänomenologie Edmund Husserls und vom Denken Martin Heideggers, einem Schüler Husserls. Weitere Einflüsse stammen aus der jüdischen Überlieferung der Tora, des Talmud und der Geschichte des jüdischen Volkes, zu denen er in seinem späteren Werk eine Reihe von Vorlesungen veröffentlichte.
Levinas, der auch bei Maurice Halbwachs studierte, trug wesentlich dazu bei, seit 1930 das Denken Husserls in Frankreich bekannt zu machen. Jacques Derrida hat sich mehrfach intensiv mit Levinas auseinandergesetzt, zuerst 1964 in dem Essay Gewalt und Metaphysik, wodurch breitere Kreise von Intellektuellen stärker auf Levinas aufmerksam wurden.

### Erste Philosophie
Während in vielen klassischen Systementwürfen die Erkenntnistheorie und Metaphysik eine Grundlage bilden – bezeichnet als Erste Philosophie –, ersetzt Levinas deren Rolle durch die Analyse einer grundlegenden Verpflichtetheit: Sie differenziert sich zu einer Ethik aus; subjekttheoretische Voraussetzungen sind dieser gegenüber sekundär.
Traditionelle Entwürfe ethischer Theorien werden von Levinas kritisiert. Nach seiner Ansicht werden Personen als metaphysische Gegenstände behandelt, deren Wert – ausgehend von einer Reflexion auf die Natur eines Subjekts – bestimmt wird. Das Subjekt hat dabei den Status einer substantiellen anthropologischen Universalie. In diesem Sinne kritisiert Levinas „humanistische“ Ansätze, weil sie „nicht human genug“ seien. Für die von ihm kritisierten Ansätze typisch ist nämlich die Zentralstellung des Ichs als eines Subjekts, das ethische Urteile fällen, moralische Wahrheiten und Werte fassen und bestimmen kann. Das menschliche Subjekt ist entsprechend diesen Vorstellungen sodann ein Maßstab des Angemessenen und des Unangemessenen, des Gerechten und des Ungerechten.
Man hat Levinas’ Philosophie hin und wieder, u. a. in Anlehnung an Martin Buber, als „Philosophie der Begegnung“ charakterisiert. Diese Charakterisierung ist unzutreffend, insofern Levinas sich dezidiert gegen eine dialogische Beziehung zwischen Ich und Du ausspricht, welche sich auf gleichen Ebenen abspielen müsste. Stattdessen spricht Levinas von einer uneinholbaren, sich durch jeden Vermittlungsversuch letztlich ausweitenden Asymmetrie zum Anderen. Gegenüber traditionellen phänomenologischen Theorieansätzen betont Levinas, dass die vorphilosophische Verpflichtetheit grundlegend für das Welt- und Selbstverhältnis des Menschen ist. Seine Kritik richtet sich gegen zahlreiche Varianten traditioneller Subjekttheorien und praktisch die gesamte Tradition der Ontologie. Auf der Ontologie bzw. Metaphysik fußt nach seiner Ansicht die gesamte klassisch-abendländische Philosophie, auf einem erkenntnistheoretischen oder ethischen Primat des Subjekts fast die gesamte moderne Philosophie. Auch Theorieansätze, welche den Anderen zum Fall eines „Alter Ego“ machen, fallen bei Levinas unter Vorbehalte, darunter die meisten sozialwissenschaftlichen Ansätze (hier könnte man etwa an die Sozialphänomenologie von Alfred Schütz oder den Symbolischen Interaktionismus denken).

### Religionsphilosophie
In unterschiedlichen Kontexten, darunter auch Talmudauslegungen, hat sich Levinas ausführlich zu religionsphilosophischen Fragen geäußert. Gott „fällt“ für ihn „ins Denken ein“ im Antlitz des Anderen. Dabei wird Theologie, seinem Anspruch nach, allerdings nicht auf Ethik reduziert, sondern in ihr überhaupt erst eröffnet. Theologische Theorie hat, wie jede theoretische Äußerung, je den Status des „Gesagten“, in welchem das ursprüngliche „Sagen“ bereits ausgelöscht, aber durch „Reduktion“ wieder hörbar zu machen ist.
Von Theologen wurde sein Ansatz des Öfteren aufgegriffen; nennenswert ist etwa die Rezeption durch den Tübinger Dogmatiker Thomas Freyer. Levinas selbst steht allerdings mehreren Aspekten der christlichen Theologie kritisch gegenüber und hat mehrfach Theorieansprüche theologischer Systematik zurückgewiesen, was aber viele Theologen nicht daran gehindert hat, im Anschluss an bestimmte Motive seines Denkens neue theologische Akzente zu setzen.

### Ästhetik
Über lange Zeit hinweg gibt es von Levinas vor allem kritische Thesen zur Ästhetik. Kunstwerke sind ihm „unrechtmäßige Erschleichungen“. Erst der späte Levinas findet den Anspruch des Anderen auch in der Ästhetik sichtbar, insbesondere in der ursprünglichen Gewalt, die dem „Antlitz“ des Anderen und seiner „Stimme“ in jeder Repräsentation angetan wurde und die durch Kunstwerke in besonderer Weise hör- und sichtbar zu machen ist.

## Werke (in deutscher Übersetzung)

### Monographien und Aufsatzsammlungen
- Anspruchsvolles Judentum. Talmudische Diskurse (Jenseits des Buchstabens, Bd. 2: Essays). Aus dem Französischen von Frank Miething, Frankfurt a. M.: Neue Kritik, 2005.
- Ausweg aus dem Sein. Mit den Anmerkungen von Jacques Rolland. Übersetzt, mit einer Einleitung und Anmerkungen herausgegeben von Alexander Chucholowski, Hamburg: Felix Meiner, 2005. ISBN 3-7873-1712-0
- Außer sich. Meditationen über Religion und Philosophie. Herausgegeben und aus dem Französischen von Frank Miething, München / Wien: Carl Hanser, 1991.
- Die Obliteration. Gespräch mit Françoise Armengaud über das Werk von Sacha Sosno. Aus dem Französischen übersetzt von Johannes Bennke und Jonas Hock, Berlin, Zürich: diaphanes 2019, ISBN 9783035801248.
- Die Spur des Anderen. Untersuchungen zur Phänomenologie und Sozialphilosophie. Übersetzt, herausgegeben und eingeleitet von Wolfgang Nikolaus Krewani, Freiburg i.Br. / München: Karl Alber, 41999 (Studienausgabe). ISBN 978-3-495-47883-7
- Die Unvorhersehbarkeiten der Geschichte. Aus dem Französischen von Alwin Letzkus, Freiburg i.Br. / München: Karl Alber, 2006. ISBN 978-3-495-48163-9
- Die Zeit und der Andere. Übersetzt und mit einem Nachwort versehen von Ludwig Wenzler, Hamburg: Felix Meiner, 2003. ISBN 3-7873-1631-0 (Original: Le temps et l'Autre, erste Veröffentlichung 1948 im Sammelband Le Choix, le Monde, l´Existence. Französische Neuauflage 1979.)
- Eigennamen. Meditationen über Sprache und Literatur. Aus dem Französischen von Frank Miething (Textauswahl), München / Wien: Carl Hanser, 1988.
- Ethik und Unendliches. Gespräche mit Philippe Nemo. Aus dem Französischen von Dorothea Schmidt (Edition Passagen 11), Wien: Passagen, 31996. ISBN 3-85165-014-X
- Gott, der Tod und die Zeit. Aus dem Französischen von Astrid Nettling und Ulrike Wasel (Edition Passagen 43), Wien: Passagen, 1996. ISBN 3-85165-204-5
- Humanismus des anderen Menschen. Übersetzt und mit einer Einleitung versehen von Ludwig Wenzler, Hamburg: Felix Meiner, 1989.
- Husserls Theorie der Anschauung. Aus dem Französischen von Philippe P. Haensler und Sebastien Fanzun, Wien: Turia + Kant, 2019. ISBN 978-3-85132-947-6
- Jenseits des Buchstabens. Talmud-Lesungen (Bd. 1). Aus dem Französischen von Frank Miething, Frankfurt a. M.: Neue Kritik, 1996.
- Jenseits des Seins oder anders als Sein geschieht. Aus dem Französischen übersetzt von Thomas Wiemer, Freiburg i.Br. / München: Karl Alber, 21998 (Studienausgabe). ISBN 978-3-495-47901-8 (Original: Autrement qu'être ou au-delà de l'essence, 1974)
- Neue Talmud-Lesungen. Aus dem Französischen übertragen und mit einem Nachwort versehen von Frank Miething, Frankfurt a. M.: Neue Kritik, 2001.
- Schwierige Freiheit. Versuch über das Judentum. Aus dem Französischen von Eva Moldenhauer, Frankfurt a. M.: Jüdischer Verlag, 21996.
- Stunde der Nationen. Talmudlektüren. Aus dem Französischen von Elisabeth Weber, München: Wilhelm Fink, 1994.
- Totalität und Unendlichkeit. Versuch über die Exteriorität. Übersetzt von Wolfgang Nikolaus Krewani, Freiburg i.Br. / München: Karl Alber, 42003 (Studienausgabe). ISBN 978-3-495-48055-7 (Original: Totalité et Infini: essai sur l'extériorité, 1961)
- Verletzlichkeit und Frieden. Schriften über die Politik und das Politische. Hrsg. von Pascal Delhom und Alfred Hirsch, Zürich/Berlin: diaphanes, 2007. ISBN 978-3-935300-59-9
- Vier Talmud-Lesungen. Aus dem Französischen von Frank Miething, Frankfurt a. M.: Neue Kritik, 1993.
- Vom Sakralen zum Heiligen. Fünf neue Talmud-Lesungen. Aus dem Französischen von Frank Miething, Frankfurt a. M.: Neue Kritik, 1998.
- Vom Sein zum Seienden. Aus dem Französischen übersetzt von Anna Maria Krewani und Wolfgang Nikolaus Krewani (Phänomenologie. Texte und Kontexte, Bd. 1: Texte), Freiburg i.Br. / München: Karl Alber, 1997. ISBN 978-3-495-47632-1 (Original: De l'existence à l'existant, 1947)
- Wenn Gott ins Denken einfällt. Diskurse über die Betroffenheit von Transzendenz. Aus dem Französischen übersetzt von Thomas Wiemer, Freiburg i.Br. / München: Karl Alber, 42004 (Studienausgabe). ISBN 978-3-495-47959-9 (Original: De Dieu qui vient à l'idée, 1982)
- Zwischen uns. Versuche über das Denken an den Anderen. Aus dem Französischen von Frank Miething, München / Wien: Carl Hanser, 1995.

### Aufsätze (Auswahl)
- Exegese und Transzendenz. Zu einem Text aus dem Traktat Makkoth 23b. In: Bernhard Casper (Hrsg.): Gott nennen. Phänomenologische Zugänge. Karl Alber, Freiburg 1981, S. 35–44.
- Gott und die Philosophie. In: Bernhard Casper (Hrsg.): Gott nennen. Phänomenologische Zugänge. Karl Alber, Freiburg 1981, S. 81–123.
- L'autre dans Proust. In: Deucalion. Cahiers de philosophie, herausgegeben von Jean Wahl, Jg. 2, Éd. de la Revue „Fontaine“, Paris 1947.

## Sekundärliteratur
Philosophiebibliographie: Emmanuel Levinas – Zusätzliche Literaturhinweise zum Thema
- Johannes Bennke: Obliteration. Für eine partikulare Medienphilosophie nach Emmanuel Levinas. Bielefeld: transcript 2023, ISBN 978-3-8376-6791-2.
- Johannes Bennke, Dieter Mersch (Hg.): Levinas und die Künste. Bielefeld: transcript 2024, ISBN 978-3-8376-5766-1.
- Eva Buddeberg: Verantwortung im Diskurs. Grundlinien einer rekonstruktiv-hermeneutischen Konzeption moralischer Verantwortung im Anschluss an Hans Jonas, Karl-Otto Apel und Emmanuel Lévinas. De Gruyter, Berlin 2011, ISBN 978-3-11-025146-3.
- Bernhard Casper: Angesichts des Anderen. Emmanuel Levinas – Elemente seines Denkens. Schöningh, Paderborn u. a. 2009, ISBN 978-3-506-76771-4.
- Joseph Cohen: Alternances de la métaphysique. Essais sur Emmanuel Levinas. Paris, Galilée, 2009, ISBN 978-2-7186-0778-8.
- Simon Critchley, Robert Bernasconi (Hrsg.): The Cambridge Companion to Levinas. = Levinas. Cambridge University Press, Cambridge u. a. 2002, ISBN 0-521-66565-5.
- Jutta Czapski: Verwundbarkeit in der Ethik von Emmanuel Levinas, Königshausen u. Neumann, Würzburg 2017, ISBN 3-8260-6157-8
- Rudolf Funk: Sprache und Transzendenz im Denken von Emmanuel Lévinas. Zur Frage einer neuen philosophischen Rede von Gott. Alber, Freiburg (Breisgau) u. a. 1989, ISBN 3-495-47654-7 (Zugleich: Augsburg, Univ., Diss., 1986).
- Andreas Gelhard: Levinas (= Reclam-Bibliothek. Bd. 20300). Reclam, Leipzig 2005, ISBN 3-379-20300-9.
- Torsten Habbel: Der Dritte stört. Emmanuel Levinas – Herausforderung für Politische Theologie und Befreiungsphilosophie. Grünewald, Ostfildern 1994, ISBN 978-3-7867-1753-9.
- Joachim Heil: Wenn die Freiheit ins Denken einfällt. Fremd- und Eigenverantwortlichkeit bei Immanuel Kant und Emmanuel Levinas. Turnshare, London 2004, ISBN 1-903343-52-6 (Zugleich: Mainz, Univ., Diss., 2004).
- Franz Kernic: Tod und Unendlichkeit. Über das Phänomen des Todes bei Emmanuel Lévinas (= Schriftenreihe Boethiana. Bd. 55). Kovač, Hamburg 2002, ISBN 3-8300-0765-5.
- Heinz J. Kersting: Im Antlitz des Anderen. Die Ethik der Verantwortung nach Emmanuel Lévinas. In: Heidi Neumann-Wirsig, Heinz J. Kersting (Hrsg.): Supervision in der Postmoderne. Systemische Ideen und Interventionen in Supervision und Organisationsberatung (= Schriften zur Supervision. Bd. 7). Kersting, Aachen 1998, ISBN 3-928047-20-5, S. 49–74.
- Wolfgang Nikolaus Krewani: Emmanuel Lévinas. Denker des Anderen. Alber, Freiburg (Breisgau) u. a. 1992, ISBN 3-495-47741-1.
- Wolfgang Nikolaus Krewani: Es ist nicht alles unerbittlich. Grundzüge der Philosophie E. Lévinas'. Alber, Freiburg (Breisgau) u. a. 2006, ISBN 3-495-48188-5.
- Christian Kupke (Hrsg.): Lévinas' Ethik im Kontext (= Beiträge der Gesellschaft für Philosophie und Wissenschaften der Psyche. Bd. 4). Edition Parodos, Berlin 2005, ISBN 3-938880-00-7.
- Salomon Malka: Emmanuel Lévinas. Eine Biographie. Aus dem Französischen von Frank Miething. Beck, München 2003, ISBN 3-406-51659-9.
- Frank Miething: Levinas, Emmanuel. In: Biographisch-Bibliographisches Kirchenlexikon (BBKL). Band 19, Bautz, Nordhausen 2001, ISBN 3-88309-089-1, Sp. 900–932 (Artikel/Artikelanfang im Internet-Archive).
- Frank Miething, Christoph von Wolzogen (Hrsg.): Après vous. Denkbuch für Emmanuel Levinas 1906–1995 Verlag Neue Kritik, Frankfurt am Main 2006, ISBN 3-8015-0383-6 (Enthält auch teilweise in dieser Fassung erstpublizierte Aufsätze von Levinas).
- Jean-Marc Narbonne: Lévinas et l’héritage grec. P.U.L./Vrin, Québec/Paris 2004.
  - Englische Übersetzung: Levinas and the Greek Heritage. Peeters, Paris – Dudley, MA 2006.
- Paul Ricœur: Anders. Eine Lektüre von "Jenseits des Seins und anders als Sein geschieht" von Emmanuel Levinas (mit einem Nachwort von Burkhard Liebsch), übers. von Marco Gutjahr, Turia + Kant, Wien Berlin 2015, ISBN 978-3-85132-786-1.
- Barbara Staudigl: Emmanuel Lévinas (= UTB 3262 Profile). Vandenhoeck & Ruprecht, Göttingen 2009, ISBN 978-3-8252-3262-7.
- Stephan Strasser: Jenseits von Sein und Zeit. Eine Einführung in Emmanuel Lévinas' Philosophie (= Phaenomenologica 78). Nijhoff, Den Haag 1978, ISBN 90-247-1701-9.
- Werner Stegmaier: Emmanuel Levinas zur Einführung (= Zur Einführung 372). Junius, Hamburg 2009, ISBN 978-3-88506-672-9.
- Bernhard H. F. Taureck: Emmanuel Lévinas zur Einführung (= Zur Einführung 270) 4. Auflage. Junius, Hamburg 2006, ISBN 3-88506-629-7 (Wurde vom Verlag durch Werner Stegmaier ersetzt.)
- Ludwig Wenzler: Emmanuel Levinas. In: Julian Nida-Rümelin (Hrsg.): Philosophie der Gegenwart in Einzeldarstellungen. Von Adorno bis v. Wright (= Kröners Taschenausgabe. Band 423). Kröner, Stuttgart 1991, ISBN 3-520-42301-4.
- Sebastian Wogenstein: Horizonte der Moderne: Tragödie und Judentum von Cohen bis Lévinas (= Neues Forum für allgemeine und vergleichende Literaturwissenschaft. Bd. 46). Universitäts-Verlag Winter, Heidelberg 2011, ISBN 978-3-8253-5851-8.
- Federico Ignacio Viola: Der Kairos der Liebe. Das Konzept der Gerechtigkeit bei Emmanuel Levinas. Schöningh, Paderborn 2014, ISBN 978-3-506-77715-7.
- Christoph von Wolzogen: Emmanuel Levinas – Denken bis zum Äußersten. Alber, Freiburg (Breisgau) u. a. 2005, ISBN 3-495-48172-9.